# Ocean Springs
Ocean Springs és una població dels Estats Units a l'estat de Mississipi. Segons el cens del United States Census 2007 estimate tenia 17.246 habitants.

## Demografia
Segons el cens del 2000, Ocean Springs tenia 17.225 habitants, 6.650 habitatges, i 4.688 famílies. La densitat de població era de 571,4 habitants per km².
Dels 6.650 habitatges en un 35,1% hi vivien nens de menys de 18 anys, en un 55,2% hi vivien parelles casades, en un 11,1% dones solteres, i en un 29,5% no eren unitats familiars. En el 24,6% dels habitatges hi vivien persones soles el 9,7% de les quals corresponia a persones de 65 anys o més que vivien soles. El nombre mitjà de persones vivint en cada habitatge era de 2,56 i el nombre mitjà de persones que vivien en cada família era de 3,06.
Per edats la població es repartia de la següent manera: un 26,3% tenia menys de 18 anys, un 7,3% entre 18 i 24, un 29,7% entre 25 i 44, un 24,3% de 45 a 60 i un 12,5% 65 anys o més.
L'edat mediana era de 38 anys. Per cada 100 dones de 18 o més anys hi havia 89,3 homes.
La renda mediana per habitatge era de 45.885$ i la renda mediana per família de 56.237$. Els homes tenien una renda mediana de 37.733$ mentre que les dones 26.580$. La renda per capita de la població era de 22.923$. Entorn del 3,4% de les famílies i el 3,4% de la població estaven per davall del llindar de pobresa.

## Poblacions més properes
El següent diagrama mostra les poblacions més properes.